# Обелиск
 Тази статия е за каменния паметник.  За типографския знак, напомнящ кинжал, вижте Обелиск (типография).  
Обелиск (от старогръцки: οβελιςκος – „ръжѐн“, „шиш“, „острие на нож“) е висок каменен паметник с 4 еднакви трапецоидни страни, особено типичен за Древен Египет. Обелиските обикновено са монолитни, тоест са направени от един единствен камък. Първообразът на обелиска е камъкът Бенбен.
Първият, за който се пазят сведения, е от епохата на фараон Усеркаф, ок. 2500 години пр.н.е. Смята се, че египетските обелиски са били с позлатен връх (т. нар. пирамидион) и на тях се е гледало като на седалище на слънчевия бог. Пред храмовете на Слънцето от епохата на V династия стоял по 1 обелиск, а пред тези от епохата на Новото царство (XVIII – ХХ династия) – по 2. Предполага се, че това разположение отначало е прието заради симетричността и едва по-късно преминава в слънчево-лунна символика, т.е. единият стълб е свързан със Слънцето, а другият – с Луната като небесни светила.
Финикийците също създават обелиски по египетски образец, но не монолитни такива. Древноримските императори нареждат много от египетските обелиски да бъдат преместени на територията на днешна Италия. Поне дузина се озовават в Рим. Един от най-известните обелиски от съвремието е Вашингтонският монумент, завършен във Вашингтон през 1884 г.
В България известен обелиск е Братската могила в София, открита през 1956 г.